# Generazione del '27

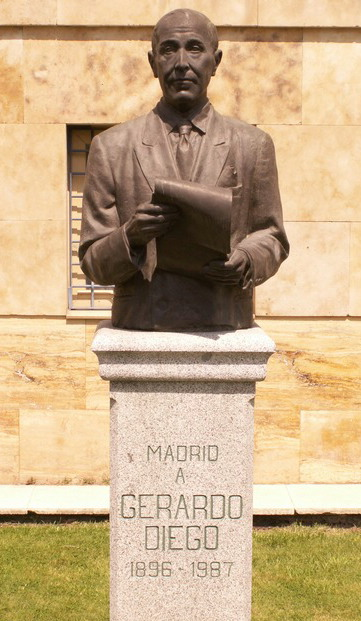
Monumento a Gerardo Diego, nella strada Pío Baroja, davanti alla Casa di Cantabria, Madrid.

La Generazione del '27 fu una costellazione di autori della letteratura spagnola che si fece conoscere nel panorama culturale spagnolo intorno all'anno 1927, con l'onore che fu tributato al poeta Luis de Góngora nell'Ateneo di Siviglia, al quale partecipò la maggioranza di coloro che abitualmente si considerano suoi membri. L'ultimo membro vivente del gruppo era Pepín Bello, morto nel 2008.

## Denominazione
Il termine "generazione" per indicare questo gruppo di poeti spagnoli è stato usato per la prima volta nel 1948 da Dámaso Alonso, uno dei giovani intellettuali che nel 1927 si riunirono a Siviglia per commemorare il poeta Luis de Góngora nel trecentesimo anniversario della sua morte. La definizione "generazione del 27" che compare nell'edizione del 1957 della Historia de la literatura española di Ángel Valbuena Prat, secondo l'opinione dello studioso di letteratura spagnola Andrew A. Anderson sarebbe già stata utilizzata nel 1944 da uno dei membri del gruppo, il poeta e critico letterario Juan Chabás, nella sua Nueva historia. Manual de la literatura española, pubblicata in esilio a Cuba. Nel 1974 lo scrittore e critico letterario Juan Manuel Rozas contribuisce a rafforzare questa definizione, chiarendone i riferimenti: il 1927 è l'anno del terzo centenario della morte di Gongora e quello in cui vengono pubblicate le principali riviste del gruppo e alcuni dei testi più significativi della nuova estetica letteraria.
Nella seconda metà del Novecento il concetto di generazione è stato messo in discussione perché non ritenuto applicabile al gruppo di intellettuali cui veniva attribuito, o perché - in generale - giudicato inadatto a definire un gruppo letterario, in quanto eccessivamente limitante. Nel corso del tempo sono state proposte altre declinazioni, ad esempio Generación Guillén-Lorca (nomi del più anziano e del più giovane dei suoi autori), Generación de la amistad, Generación de la Revista de Occidente, tuttavia Generazione del '27 rimane la definizione più riconosciuta e consolidata.

## La delimitazione del gruppo
Fu la Gaceta literaria fondata nel 1927 a Madrid e diretta da Ernesto Giménez Caballero il centro di aggregazione. Alla rivista collaborarono tra gli altri Federico García Lorca e Salvador Dalí.
L'elenco abituale del gruppo poetico del '27 si limita a dieci autori: Jorge Guillén, Pedro Salinas, Rafael Alberti, Federico García Lorca, Dámaso Alonso, Gerardo Diego, Luis Cernuda, Vicente Aleixandre, Manuel Altolaguirre e Emilio Prados, però ebbe anche molti altri scrittori, drammaturghi che appartengono alla Generazione del '27, generalmente immatricolata da Max Aub seguito da alcuni più anziani, come Fernando Villalón, José Moreno Villalobos o León Felipe, e altri più giovani, come Miguel Hernández. D'altra parte qualcun altro è stato dimenticato dalla critica, come Concha Méndez, poetessa e scrittrice di teatro, Juan Larrea, Pepe Alameda, cronista taurino e poeta, Mauricio Bacarisse, Juan José Domenchina, José María Hinojosa, José Bergamín o Juan Gil-Albert. O conosciuta come l'Altra generazione del 27, secondo la denominazione che le venne data da uno dei suoi membri, José López Rubio, formata dagli umoristi discepoli di Ramón Gómez de la Serna, vale a dire, Enrique Jardiel Poncela, Edgar Neville, Miguel Mihura e Antonio de Lara, "Tono", gli scrittori che nel dopoguerra integrarono la redazione di La Codorniz... e sono solo alcuni fra i tanti.
D'altra parte non tutta la produzione letteraria del '27 è scritta in castigliano (spagnolo); alcuni di loro sono autori di testi letterariamente stimabili in altri idiomi, come Salvador Dalí oppure Óscar Domínguez, che scrissero in francese, o in inglese, come Felipe Alfau, e alcuni scrittori e artisti stranieri ebbero anche molto a che vedere con questa estetica, come Pablo Neruda, Vicente Huidobro, Jorge Luis Borges o Francis Picabia.
È in più, anche è doveroso sfatare l'idea che la Generazione del '27 fosse un fenomeno esclusivamente madrileno, come una critica troppo localista (e localizzata) sembra impegnarsi a segnalare, bensì una costellazione di nuclei creativi ripartiti nel più ampio spazio di tutta la geografia nazionale e strettamente intrecciata. I più importanti si concentrarono a Siviglia (intorno alla rivista Mediodía), Isole Canarie (intorno alla Gaceta de Arte) e a Malaga (intorno a la rivista Litoral); senza considerare tanti altri un po' meno aderenti, ma di non minore importanza in Galizia, Cataluña e a Valladolid.
Allo stesso modo, si suole dimenticare che alcuni membri del gruppo coltivarono altre forme d'arte, come Luis Buñuel, cineasta, K-Hito, caricaturista e animatore, Salvador Dalí e i pittori surrealisti, Maruja Mallo, pittrice e scultrice, Benjamín Palencia, Gregorio Prieto, Manuel Ángeles Ortiz, Ramón Gaya e Gabriel García Maroto, pittori, Ignacio Sánchez Mejías, torero, o Rodolfo Halffter e Jesús Bal y Gay, compositore e musicologo quest'ultimo anche, appartenente al Gruppo degli otto, che si suole identificare in musica come il correlato alla letteraria Generazione del 27 e stava integrato dal citato Bal y Gay, gli Halffter, Ernesto e Rodolfo, Juan José Mantecón, Julián Bautista, Fernando Remacha, Rosa García Ascot, Salvador Bacarisse e Gustavo Pittaluga. In Catalogna viene chiamato gruppo catalano, che fece la sua presentazione nel 1931 sotto il nome di Grupo di Artisti Catalani Indipendenti integrato da Roberto Gerhard, Baltasar Samper, Manuel Blancafort, Ricardo Lamote de Grignon, Eduardo Toldrá e Federico Mompou.
Potrebbero aggiungersi anche i componenti della cosiddetta Generazione del 25 di architetti (che altri hanno proposto di chiamare anche generazione del '27, per unirla a questa), della quale facevan parte Agustín Aguirre, Teodoro de Anasagasti, Carlos Arniches, José de Aspiroz, Rafael Bergamín (fratello di José), Luis Blanco Soler, José Borobio, Martín Domínguez, Fernando García Mercadal, Luis Gutiérrez Soto, Casto Fernández Shaw, Manuel Muñoz Casayús, Luis Lacasa, Miguel de los Santos, Manuel Sánchez Arcas e Ramón Durán Reynals.
Diversi studi hanno infine rilevato come abbiano fatto parte della Generazione del 27 anche numerose donne - poetesse, scrittrici, drammaturghe, pittrici, artiste - a lungo lasciate ai margini della storiografia letteraria. Fra queste, denominate anche come gruppo Sinsombrero, vi sono Carmen Conde (Cartagena 1907- Madrid 1996, poetessa), Concha Méndez (Madrid 1898-Messico 1986, scrittrice), María Zambrano (Vélez-Málaga 1904-Madrid 1991, filosofa), María Teresa León (Logroño 1903-Madrid 1988, scrittrice), Rosa Chacel (Valladolid 1898-Madrid 1994, scrittrice), Ernestina de Champourcín (Vitoria 1905-Madrid 1999, poetessa), Josefina de la Torre (Las Palmas de Gran Canaria, 1907-Madrid 2002, poetessa), Maruja Mallo (Vivero 1902-Madrid 1995, pittrice), Ángeles Santos (Portbou 1911-Madrid 2013, pittrice e grafica).

## Rivista
Il suo documento di entrata nella tradizione letteraria fu senza dubbio la prima edizione della Antología curata da Gerardo Diego nel 1932. D'altra parte, si fecero notare pubblicando in riviste come La Gaceta Literaria diretta da Ernesto Giménez Caballero, nella Cruz y Raya (1933), diretta da José Bergamín, nel Litoral, pubblicato da Manuel Altolaguirre e Emilio Prados a Málaga dal 1926; Carmen, creata a Santander (1927) da Gerardo Diego e con un supplemento festivo, Lola; in Verso y prosa (1927), di Murcia, diretta da Juan Guerrero Ruiz e Jorge Guillén e che in un primo tempo fu supplemento letterario del diario murciano La Verdad; Mediodía (Siviglia); Meseta, di Valladolid; nella Revista de Occidente, la cui casa editrice diede alle stampe vari libri del gruppo; nel Caballo verde para la poesía (1935), diretta da Pablo Neruda, e nellOctubre, diretta da Rafael Alberti.

## Estetica ed evoluzione
Negli autori del '27 è molto significativa la tendenza all'equilibrio, alla sintesi tra poli opposti (Lázaro), inclusi in uno stesso autore:
(José Bergamín)
Si osserva molto bene in Pedro Salinas.
Tra una concezione romantica dell'arte (impulso, ispirazione) e una concezione classica (sforzo rigoroso, disciplina, perfezione). Lorca diceva che si è poeti "per grazia di Dio (o del demonio)", ma non lo si è meno "per la grazia della tecnica e dello sforzo".
Tra la purezza estetica e la autenticità umana, tra la poesia pura (arte per l'arte; desiderio di bellezza) e la poesia autentica, umana, preoccupata per i problemi dell'uomo (più abituale dopo la guerra: Guillén, Aleixandre...).
Tra l'arte per una minoranza e una maggioranza. Alternano l'ermetismo e la chiarezza, il colto e il popolare (Lorca, Alberti, Diego). Si avverte un passaggio dall"io" al "noi". "Il poeta canta per tutti", direbbe Aleixandre.
Tra l'universale e lo spagnolo, tra gli influssi della poesia europea del momento (surrealismo) e della migliore poesia spagnola di sempre. Sentono grande attrazione per la poesia popolare spagnola: cancioneros, romanceros ...
Tra la tradizione e rinnovazione. Si sentono prossimi alle avanguardie (Lorca, Alberti, Aleixandre e Cernuda possiedono libri surrealisti; G.Diego, creazionisti); prossimi alla generazione anteriore (ammirano Juan Ramón, Unamuno, i fratelli Machado, Rubén Darío...); ammirano il Bécquer del XIX secolo (Alberti "Homenaje a Bécquer", Cernuda "Dove abita l'oblio"...); sentono autentico fervore per i classici: Manrique, Garcilaso, San Juan, Fray Luis, Quevedo, Lope de Vega e, soprattutto, Góngora.

## Istituzioni
La maggioranza di questi autori, principalmente lirici, entrarono in contatto con la tradizione letteraria attraverso il Centro de Estudios Históricos diretto dal padre della filologia spagnola, Ramón Menéndez Pidal, e con le avanguardie attraverso i viaggi, la divulgazione portata a capo da Ramón Gómez de la Serna e altri novecentisti e, soprattutto, le attività e conferenze programmate dalla Residencia de Estudiantes, istituzione ispirata dal Krausismo della Institución Libre de Enseñanza e diretta da Alberto Jiménez Fraud.

## Storiografia sul '27
D'altra parte, e per ricostruire la memoria viva di ciò che si è venuto a chiamare l'età dell'argento (Edad de Plata), bisogna leggere una serie di libri di memorie scritti da diversi autori più o meno vincolati a questa promozione. L'albereto perduto (La arboleda perdida), dell'Alberti, per esempio. È anche il caso di Pablo Neruda, che allora venne a Madrid e ricompattò il gruppo surrealista con alcuni dei suoi contributi, in particolare con l'edizione del suo libro Residenza in terra (Residencia en la tierra) I e II e che nei suoi due libri di memorie, Confesso che ho vissuto (Confieso que he vivido) e Per fare sono nato (Para hacer he nacido), diede testimonianza e notizie sopra le attività del gruppo durante questi anni e l'esilio seguente, in particolare sopra García Lorca e Alberti. Gli incontri, di Vicente Aleixandre, narra le prime volte che vide ognuna delle figure rilevanti della generazione; Il mio ultimo sospiro (Mi último suspiro), di Buñuel, pubblicato in principio in francese, include numerosi aneddoti sopra i poeti del '27, ecc.

## La corrente del '27
In realtà, la cosiddetta generazione del '27 fu un gruppo poco omogeneo; abitualmente si è soliti ordinarla a coppia o a terna. Così, per esempio, i poeti del Neopopolarismo o neopopolaristi, Rafael Alberti e Federico García Lorca, in un elenco particolarmente ben nutrito, tentano di avvicinarsi alla poesia di Gil Vicente e del Romancero, o alla lírica cancioneril, cercando fonti popolari e nel folclore della lirica tradizionale; un po' di esso si deve anche alla approssimazione che fece Gerardo Diego, dopo la sua copertina (tapa) Creacionista, alla lirica di Félix Lope de Vega grazie alla edizione che fece in questo tempo José Fernández Montesinos.
D'altra parte, ci sono cattedratici di Filologia hispanica che dividono interessi comuni e che perfino furono amici ed ebbero percorsi molto somiglianti, perché non invano la sua poetica è fondamentalmente affermativa e ottimista; si tratta di Jorge Guillén, di cui tutta l'opera poetica si raccoglie sotto il titolo Aspetto nostro (Aire nuestro) e sta impressa dalla poesia pura alla Paul Valéry e formata da cinque libri (Cántico, Clamor, Homenaje, ... e altre poesie e Final) e Pedro Salinas, il gran poeta dell'amore, del '27.
Il gruppo surrealista è il più nutrito, ma si discosta specialmente dal premio nobel Vicente Aleixandre, sicuramente il più originale, poiché, secondo Cernuda, il suo verso non si paragona a niente ("su verso no se parece a nada"), e ciò che è venuto ad essere il poeta più influente della generazione durante l'ultima metà del secolo XX, il già citato Luis Cernuda. Tuttavia, ebbe altri poeti del '27 che subirono l'impatto surrealista e che hanno avuto delle tappe nella loro evoluzione segnata da questa estetica: Rafael Alberti, per esempio, compose l'ultima sezione di Sopra gli angeli (Sobre los ángeles) e Sermoni e dimore (Sermones y moradas) in versetti surrealisti e Federico García Lorca assimilò il suo impatto nello (Llanto por Ignacio Sánchez Mejías), Poeta en Nueva York e i Sonetos del amor oscuro. Una tappa surrealista tiene, per esempio, José María Hinojosa con La flor de Californía (con l'accento sulla i) e Emilio Prados.
Sono quest'ultimo e Manuel Altolaguirre che costituirono il cosiddetto gruppo di Malaga o dei poeti considerati minori, costituito intorno alla rivista Litoral edita da Altolaguirre e la sua collezione di libri poetici. Dámaso Alonso e Gerardo Diego vengono ad essere, d'altra parte, il cosiddetto gruppo di coloro che si fermarono in Spagna, malvolentieri e incontrando diverse difficoltà il primo e più a suo agio il secondo, e più o meno patteggiarono con il regime vittorioso nella Guerra Civile (Alonso, che considerava sé stesso incluso nella Generazione del '27 come critico, ma dentro la prima generazione del dopoguerra come poeta) o lo appoggiarono apertamente (Diego). Quest'ultimo realizzò un largo percorso poetico nella quale combinò contemporaneamente tradizione ed avanguardia, molto varia nella sua tematica (dal toreare alla musica e le inquietudini religiose il paesaggio e i contenuti esistenziali); tuttavia, alcuni tacquero ignorati dal regime, vivendo in un cosiddetto esilio interiore (Juan Gil-Albert) o convertendosi di fatto in maestro e guida di tutta una nuova generazione di poeti (Vicente Aleixandre).

## Elenco
Membri della generazione del 27 in ordine cronologico:
- Fernando Villalón (1881-1930).
- León Felipe (1884-1968).
- Benjamín Jarnés (1888-1949).
- César Barja (1890-1952)
- Rogelio Buendía (1891-1969).
- Pedro Salinas (1891-1951).
- Juan Guerrero Ruiz (1893-1955)
- Jorge Guillén (1893-1984).
- Miguel Valdivieso (1897-1966).
- Josep Moreno Gans (1897-1976).
- Antonio Espina (1894-1972).
- Mauricio Bacarisse (1895-1931).
- Rafael Laffón (1895-1978).
- Juan Larrea (1895-1980).
- Gerardo Diego (1896-1987).
- Antonio de Lara (1896-1978).
- José Fernández Montesinos (1897 - 1972)
- Agustín Espinosa (1897-1939).
- Amado Alonso (1897-1952).
- Gregorio Prieto (1897-1992).
- Dámaso Alonso (1898-1990).
- Juan José Domenchina (1898-1959).
- Concha Méndez (1898-1986).
- Federico García Lorca (1898-1936).
- Vicente Aleixandre (1898-1984).
- Ernesto Giménez Caballero (1899-1988)
- Edgar Neville (1899-1967)
- Rafael Porlán (1899-1945)
- Emilio Prados (1899-1962).
- Paulino Masip (1899-1963).
- Rafael Dieste (1899-1981).

- Juan Chabás (1900-1954).
- Guillermo de Torre (1900-1971).
- Enrique Jardiel Poncela (1901-1952)
- Pedro Garfias (1901-1967).
- Pedro Pérez-Clotet (1902-1966).
- Rafael Alberti (1902-1999).
- Luis Cernuda (1902-1963).
- Felipe Alfau (1902-1999)
- Agustín de Foxá (1903-1959).
- Max Aub (1903-1972).
- José López Rubio (1903-1996)
- Antonio Oliver (1903-1968).
- Alejandro Casona (1903-1965).
- José María Hinojosa (1904-1936).
- Juan Gil-Albert (1904-1994)
- Joaquín Romero Murube (1904-1969)
- José María Souvirón (1904-1973).
- José María Luelmo (1904-1991)
- Ernestina de Champourcín (1905-1999).
- Miguel Mihura (1905-1977).
- Pedro García Cabrera (1905-1981).
- Emeterio Gutiérrez Albelo (1905-1937).
- Manuel Altolaguirre (1905-1959).
- Miguel Hernández (1910-1942).
- Federico Rolón (1910-1942).
- Antonio Molina Espinosa (1906-1978).
- Luis Miguel Naranjo (1906-1978).
- Rafael de León (1908-1982).
- Pablo Neruet.
- Alejandro Collantes de Terán (1901-1933)

## Poesia della Generazione del '27
Distinguiamo tra gli autori:
Pedro Salinas
Nacque a Madrid, fu professore di letteratura in varie università. Influenzato dall'opera di Juan Ramón Jiménez, coltiva la poesia pura. Allo stesso modo di Juan Ramón intende entrare nella essenza arcana delle cose, con una poesia intellettualizzata, apparentemente semplice. La sua opera si differenzia in tre tappe:
- 1ª tappa: mischia la poesia pura e temi futuristi (lampadina, automobile,…).

Emergono: Presagios Seguro azar e Fabula y signo
- 2ª tappa: è la più importante. Presta attenzione al mondo interiore e all'amore come esperienza gioiosa. Predomina il dialogo e un linguaggio concettuale. È caratteristico il verso corto settenario e silva senza rima.

Emergono: 
- - La voz a ti debida, estrae il titolo dalla Egloga III di Garcilaso. L'amore appare essenzializzato nei pronomi io e tu per riferirsi alla coppia tu-io, il cui centro è la donna.
  - Razón de amor, prosieguo del libro precedente, nel quale continua la razionalizzazione del processo amoroso.
  - Largo lamento, poemario sopra il disamore e la morte dell'amore, che vive con rassegnazione e gratitudine il vissuto.
- 3ª Tappa: scritta ormai in America. El contemplado allude al mare che è il suo interlocutore. Todo más claro, l'angoscia che gli provoca la civiltà tecnologica contemporanea e gli orrori della Guerra Civile e la 2ª Guerra Mondiale, e la fiducia (Confianza), que conchiude la sua opera poetica.

Jorge Guillén
Nacque a Valladolid. Se ne andò in esilio negli Stati Uniti e fu, come il suo amico Pedro Salinas, col quale sostenne un prolungato epistolario, professore di letteratura spagnola. Ritornò dopo la morte di Franco e ottenne il premio Cervantes. La sua singolarità risiede nell'essersi mantenuto fedele all'ideale di poesia pura, e offrì una visione ottimista e serena del mondo, che viene a costituirsi in antitesi al pessimismo cosmologico di Vicente Aleixandre. Tutta la sua opera si raggruppa sotto il titolo generale di Aspetto nostro (Aire Nuestro), che include cinque libri: Cántico, Clamor, Homenaje, ... e altre poesie e Final.
Il suo linguaggio è molto elaborato, in cerca del massimo e della concisione; preferisce il verso breve e l'endecasillabo. La sua opera è frutto di un rigoroso processo di selezione (di parola), nel quale si sopprime l'accessorio per comunicare l'idea o il sentimento essenziale.
I suoi temi sono l'affermazione esaltante dell'essere; la pienezza, il tempo che passa e che invita a godere della vita; il caso e il caos, che producono insicurezza o sofferenza.
Gerardo Diego
Nacque a Santander e tenne la cattedra di Letteratura all'Instituto de Enseñanzas Medias di Soria. Ricevette il premio Nazionale di Letteratura, insieme con Rafael Alberti, e quello di Cervantes. La sua poesia si sviluppa parallelamente in due versanti: il tradizionale e l'avanguardista (quasi sempre creazionista). Al suo versante creazionista si ascrivono: Imagen e Manual de Espumas. Della sua estetica tradizionale menzioniamo: Versi Humanos, Soria e Alondra de Verdad, collezioni di sonetti. I temi di questo secondo versante sono: l'amore, Dio, la musica, la naturalezza, i tori, la forma, l'iconografia, la bellezza …
Dámaso Alonso
Nacque a Madrid, diresse la RAE. In lui si fusero tre vocazioni: quella di poeta, linguista e critico letterario della Stilistica. Tra i suoi libri sopra la letteratura distacca La lingua poetica di Góngora e una serie di studi ammirabili sopra i lirici moderni (da Bécquer fino agli scrittori della sua epoca) che costituiscono i Poeti spagnoli contemporanei. Pubblicò le opere di Góngora e considerò sé stesso incluso nel '27 solamente come critico, e come poeta più ben dentro la Prima generazione poetica del dopoguerra, che egli stesso chiamò Poesia sradicata (Poesía desarraigada).
La guerra del 1936 gli fece aborrire la “purezza” propugnata da Juan Ramón. Le sue opere più importanti si situano nel dopoguerra con: Figli dell'Ira (Hijos de la Ira) (1944), molto influito dall'Esistenzialismo e dalla poesia biblica dei Salmi penitenziali, che fa sorgere in Spagna la corrente poetica della poesia sradicata (desarraigada).
Vicente Aleixandre
Sivigliano, la cui amicizia con Dàmaso Alonso risvegliò la sua vocazione poetica. Nel 1935, il suo libro La distruzione o l'amore (La destrucción o el amor) ottiene il Premio Nazionale della Letteratura. È eletto membro della RAE, e ne 1977 ottiene il premio Nobel.
La maggior parte della sua produzione segue le orme del Surrealismo e si costituisce nel gran poeta di questa estetica; utilizza il versetto e la immagine visionaria (imagen visionaria) in Spade come labbra (Espadas como labios) e La distruzione o l'amore La destrucción o el amor. Evolve verso una "poesia di comunicazione", in consonanza con la tendenza sociale vigente nella lirica degli anni 50. Ombra del Paradiso (Sombra del paraíso) (1944), inaugura insieme con Figli dell'ira (Hijos de la ira) di Dámaso Alonso, la corrente sradicata (desarraigada) del dopoguerra. Con Storia del cuore (Historia del corazón) iniziò una poesia solidale. E con la grande trilogia della senilità Poesie della consunzione (Poemas de la consumación), Dialoghi della consapevolezza (Diálogos del conocimiento) e En gran noche tornò ad un peculiare surrealismo, con profonde implicazioni filosofiche e accenti concettuali.
Federico García Lorca
Nacque a Granada, nel 1898. I suoi studi di Lettere e Diritto non lo interessarono tanto come la musica; fu intimo amico di Manuel de Falla, dal quale dopo si distaccò. Si installò nella Residencia de Estudiantes, dove convive con numerosi artisti, in special modo con (Salvador Dalí e Luis Buñuel). Trascorso un periodo a New York, ritorna in Spagna e nel 1932 fonda La Barraca, gruppo teatrale universitario con il quale vaga per le terre di Spagna rappresentando opere classiche. Partecipa in certe attività pubbliche di segno di sinistra e muore assassinato dai nazionalisti a Viznar (Granada). Il suo assassinio produsse gran commozione in tutto il mondo.
Nell'opera di Lorca si mescolano il colto e il popolare, il tradizionale e l'avanguardista. Conobbe i cancioneros tradizionali e la poesia orale del popolo andaluso. Il suo tema era la frustrazione in due versanti, l'ontologica e la sociale; sviluppa questo tema in un ricco stile poetico, con uno dei sistemi simbolici più complessi della letteratura spagnola, formato da elementi estratti soprattutto da tre fonti: la superstizione popolare, Shakespeare e quella Biblica. L'ossessionano temi come la solitudine (soledad) o il destino tragico, e la lotta degli esseri marginali (l'omosessuale, la donna, il bimbo, il deforme, il vecchio impotente, la zitellona, lo sterile, il gitano, il negro...) contro una società oppressiva basata sul convenzionalismo. La sua opera si suole suddividere in due tappe, una neopopolarista e l'altra nel quale si avvicina al Surrealismo.
Della prima tappa si distinguono:
- Poema del cante jondo, che si inscrive dentro la linea neopopolarista della Generazione del '27 e utilizza varie poesie corte che possono leggersi come poemi indipendenti o come frammenti di una più ampia struttura omogenea. Viene utilizzato il piede spezzato (pie quebrado).
- Romancero Gitano, nella stessa linea neopopolarista, è composto da 18 romances. Il protagonista è il gitano che simboleggia l'uomo puro e innocente, inimicato con le leggi e le norme sociali, rappresentate dalla Guardia Civile (sua antagonista).

Della Seconda distinguiamo:
- Poeta en Nueva York, il poeta soffoca in quel nuovo mondo che converte l'uomo in un pezzo di un grande ingranaggio. Con procedimenti chiaramente surrealisti, Lorca alza il grido nel pieno Crack del 29 e la sua protesta contro quel formicaio inumano; i negri, specialmente, meritano la sua pietà.
- Il pianto per Ignacio Sánchez Mejías, pianto composto per la morte di un torero, suo amico.
- Sonetti dell'amore oscuro (Sonetos de amor oscuro), pubblicati postumi, sono l'espressione di un erotismo omosessuale drammatico.

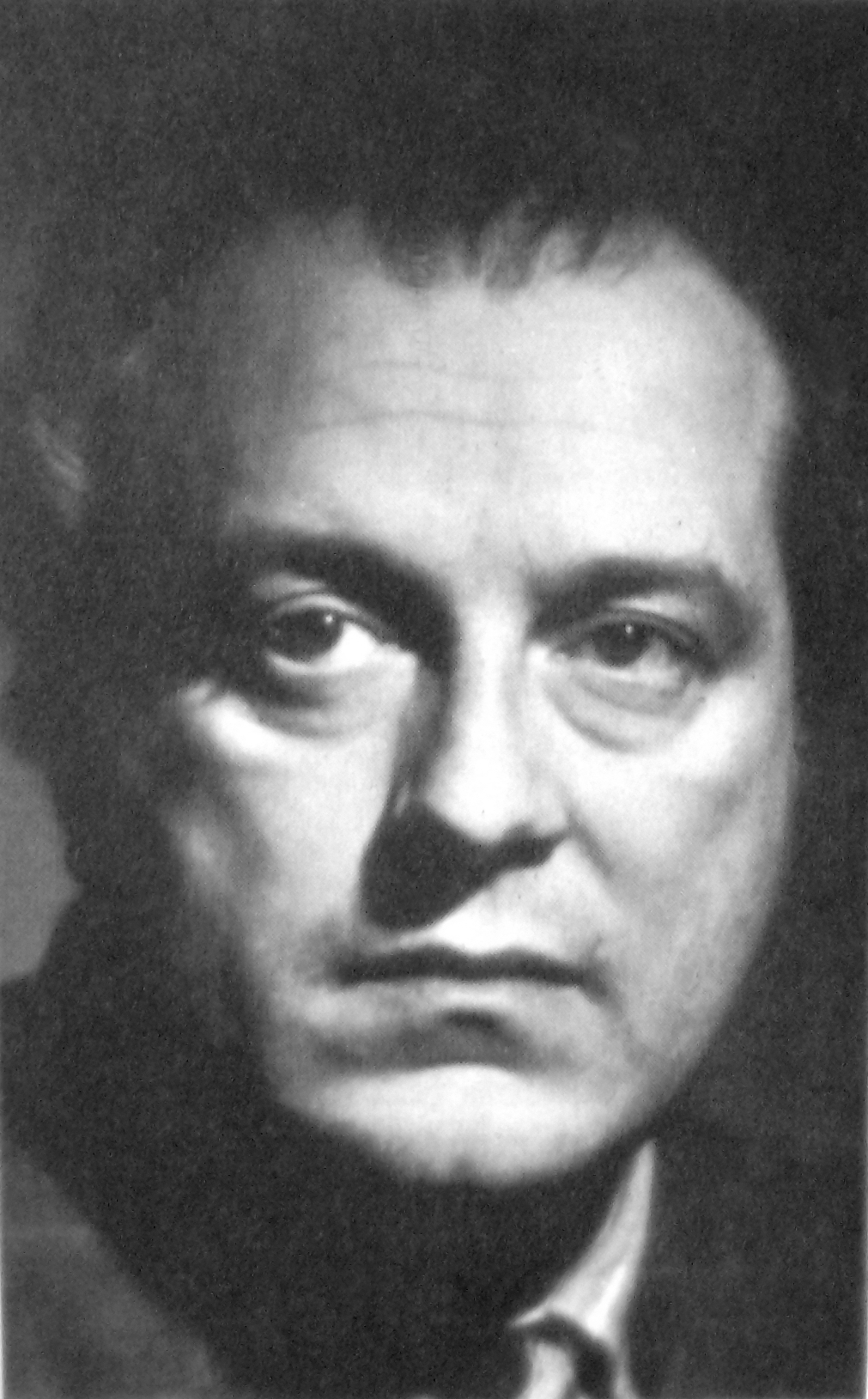
Rafael Alberti
Di Puerto de Santa Maria (Cádiz). Con la sua famiglia si trasferisce a Madrid. Abbandona il Bachillerato e si dedica alla pittura. Entra nel partito comunista ed ebbe una attiva partecipazione politica nella guerra. Alla fine di ciò si esiliò in Argentina. Ristabilita la democrazia torna, e gli sarà concesso il Premio Cervantes.
Si fondono il popolare e il colto, lo schietto e il barocco, il tradizionale e la frenesia del nuovo. Il suo libro più precoce, Marinaio in terra (Marinero en tierra), si inserisce in una linea del Neopopolarismo. Le sue canzoni (canciones) che evocano un paradiso perduto, che il poeta identifica con la Cadice della sua infanzia, e il mare, le saline, i suoi momenti più gioiosi. Poi seguono L'alba di violacciocca (El alba de alhelí) e Calce e canto (Cal y canto), del più difficile neogongorismo o Culteranesimo. Nel 1929 pubblica la sua opera principale, Sopra gli Angeli (Sobre los Ángeles), prodotta da una profonda crisi per la perdita della Fede; è un libro diviso in tre parti; le prime due sono di ispirazione becqueriana; l'ultima utilizza ormai un pieno Surrealismo nel quale viene a proliferare il versetto. Utilizza simboli come gli angeli, i fantasmi e i folletti. 
Nei Libri della sua seconda epoca, sono di rilievo Il poeta nella strada (El poeta en la calle), di letteratura compromessa. Altre opere, ormai in esilio, pubblicherá Ballate e canzoni del Paranà (Baladas y canciones del Paraná).
Luis Cernuda
Fu allievo di Pedro Salinas e professore in varie università europee e americane. Riunì la sua opera poetica sotto il titolo generale di La realtà e il desiderio (La realidad y el deseo), collezione di libri alla quale appartengono: Profilo dell'aria (Perfil del aire), Égloga, elegia, ode (Égloga, elegia, oda), I piaceri proibiti (Los placeres prohibidos), Dove abita l'oblio (Donde habite el olvido), Un fiume, un amore (Un río, un amor), e Le nubi (Las nubes), ormai in esilio, Desolazione della chimera (Desolación de la quimera). È inoltre importante il suo lavoro come critico letterario e saggista, con i due volumi di Poesía y Literatura, eccetera.
La sua poesia riunisce l'enfasi formale e la ricerca dell'indefinibile, l'aereo. Per questo rifugge dallo strofismo e dalla rima, e quando ne utilizza qualcuna è una assonante, la quale offre più libertà. Incentrato sulla esperienza umana, ne rifiuta però il lato più specifico affinché il lettore possa identificarsi con il poeta. Canta la lotta tra il desiderio e la realtà, che lascia al poeta solo la consolazione elegiaca del ricordo o solo pochi istanti, che egli chiama accordi (acordes), di godimento senza tempo (intemporal).